# 3854 George
3854 George este un asteroid din centura principală, descoperit pe 13 martie 1983 de Carolyn Shoemaker.